# Synagoge (Ružomberok)

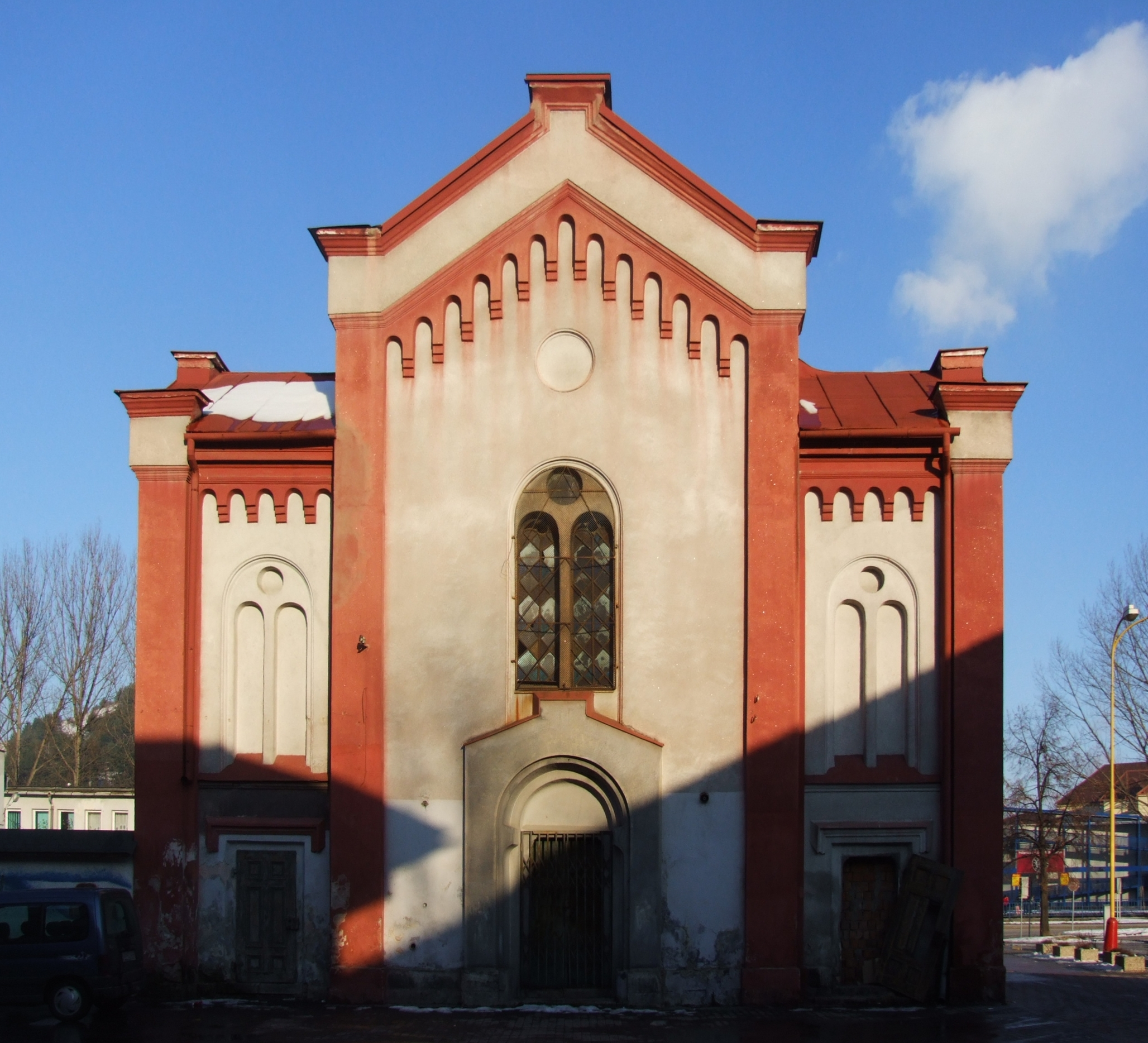
Synagoge in Ružomberok

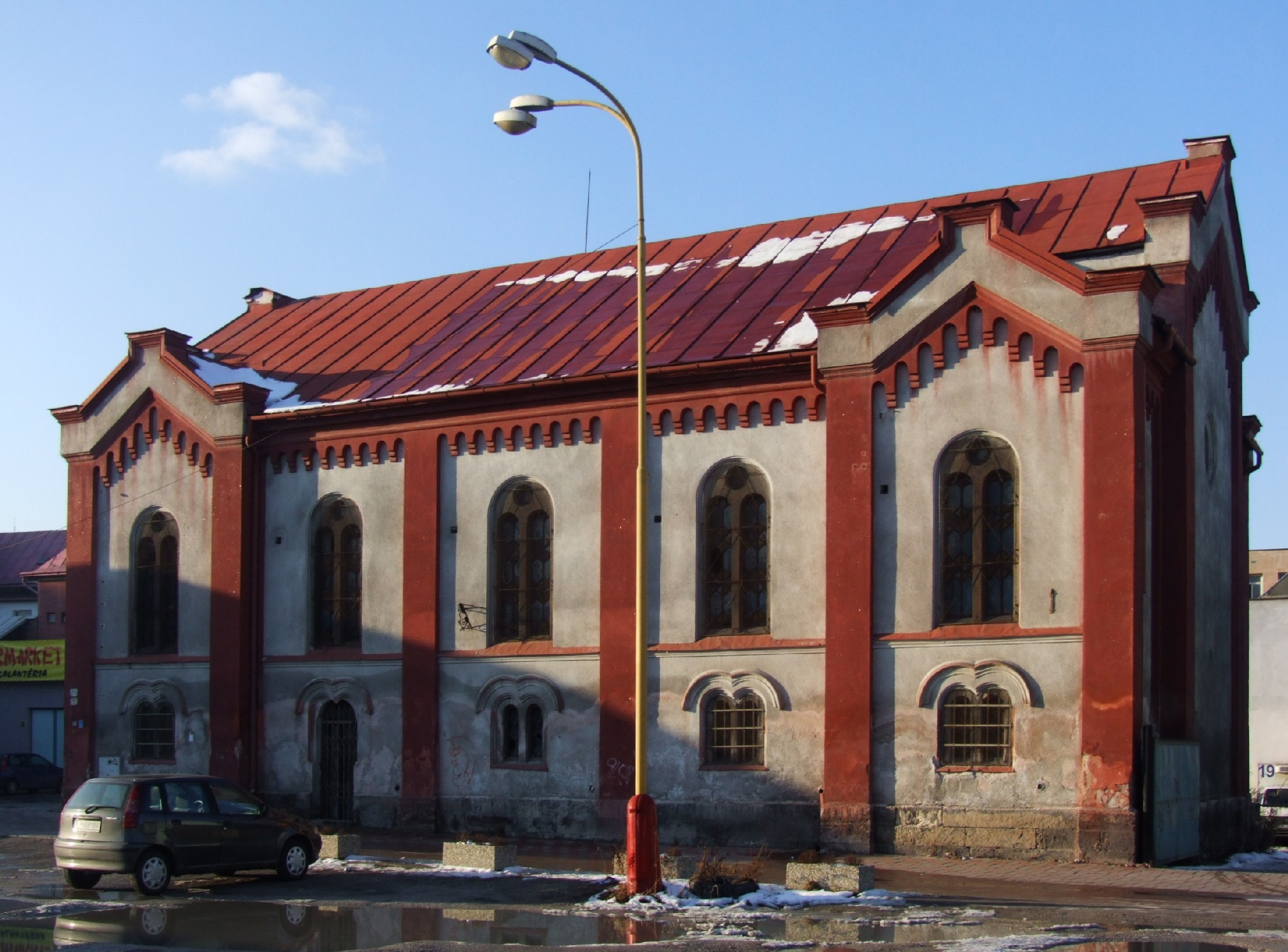
Seitenansicht

Die Synagoge in Ružomberok, einer slowakischen Stadt im gleichnamigen Bezirk, wurde 1880 errichtet und bis zum Zweiten Weltkrieg für den Gottesdienst genutzt. Die profanierte Synagoge im Stil der Neuromanik ist ein geschütztes Kulturdenkmal.
Das Synagogengebäude mit der Adresse Panská ul. 3 wurde in letzter Zeit renoviert und wird heute als Kulturhaus genutzt.

## Architektur
Das längliche Bauwerk mit hohen Rundbogenfenstern ist verputzt und rot–weiß gestrichen. Im Eingangsbereich auf der Westseite befindet sich ein Vestibül mit Treppen zu beiden Seiten zu Emporen, die als Gebetsräume der Frauen dienten. Die Haupthalle ist dreischiffig mit je drei Säulen auf jeder Seite. Diese tragen auch die Emporen.
An der Ostwand ist noch der originale Toraschrein vorhanden.